# クルト・アイスナー

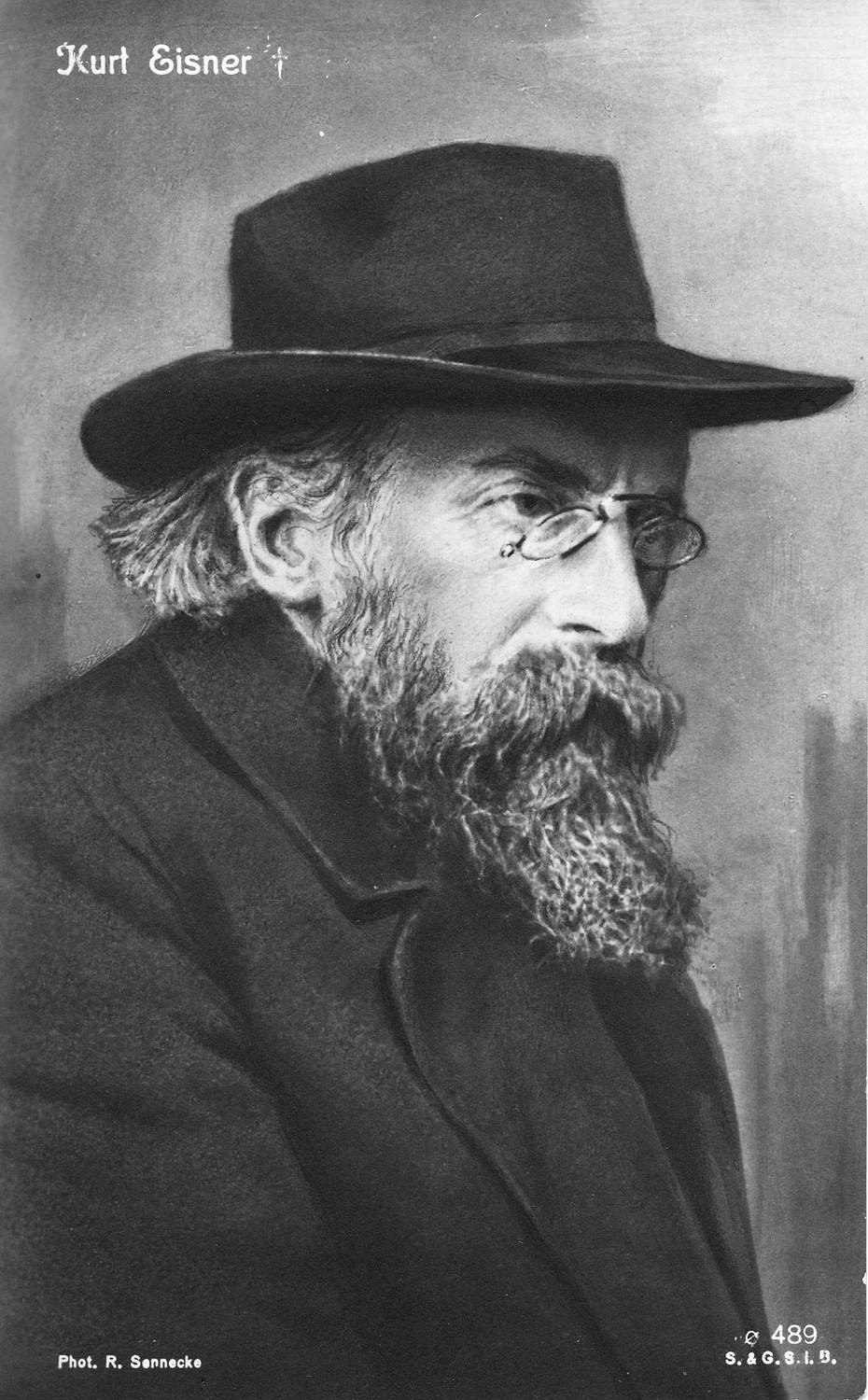
クルト・アイスナー（1919年）

クルト・アイスナー（Kurt Eisner, 1867年5月14日 - 1919年2月21日）は、バイエルン王国の政治家、作家。第一次世界大戦直後、ミュンヘン革命の中心人物としてバイエルン人民国(ドイツ語: Volksstaat Bayern)を建国し、その首相に就任するが、反対派によって暗殺された。

## 経歴

### 社会主義
ユダヤ人の繊維工場主の息子としてベルリンに生まれる。ベルリンのフンボルト大学で哲学とドイツ学を学び、学生の時は劇作の批評などを行っていた。卒業後『フランクフルト新聞』をはじめ、さまざまな新聞の編集の職に就いた。1892年に結婚し5児をもうける。フリードリヒ・ニーチェ批判の論文で注目された。皇帝ヴィルヘルム2世を攻撃する記事を執筆したことで、不敬罪により9か月間投獄されたこともある。ドイツ社会民主党の招聘に応じてその機関紙『前進』(Vorwärts) の編集員となり、1898年に入党した。アイスナーはイマニュエル・カントの啓蒙思想とマルクス主義を統合したオーストリア・マルクス主義に似た思想を抱いていた。1900年に編集長のヴィルヘルム・リープクネヒトが死去すると、その最初の伝記を書いている。
1905年、革命ではなく改革により理想を達成すべきというエドゥアルト・ベルンシュタインの修正主義をめぐって編集部内で対立が起き、アイスナーは教条主義の編集部を去った。この頃妻とも離婚している。アイスナーは1907年にニュルンベルクに移ってやはり社会民主党系紙の編集員となる。バイエルンに移ったことについて、後に彼は「プロイセン人よりもバイエルン人のほうが自由な思想を持っていた。プロイセンの規律主義は私には合わない」と述懐している。さらにミュンヘンの新聞に移る。この新聞ではジャーナリスト、作家、そして演劇批評家として働き、知識人との交流を深めた。ミュンヘンで知り合った女性と住み、1917年に先妻との離婚が正式に成立した後に再婚し娘2人をもうける。

### ミュンヘン革命
1914年の第一次世界大戦勃発時、彼は戦争に肯定的だった。しかし戦争が塹壕戦となって一向に終わる気配がなく、犠牲者を際限なく生み出すことが明らかになると、彼は平和主義に転じた。当初は戦争の責任をロシア帝国とそのツァーリズムにあるとする政府のプロパガンダを信じていたが、1915年頃からドイツこそ開戦責任があると思うようになった。このため戦争を肯定する社会民主党指導部の姿勢に不満を持ち、クララ・ツェトキンやアルベルト・アインシュタインらと共に反戦団体である「新ドイツ連盟」に加入。ついで1917年に社会民主党から反戦派が分離して結成した独立社会民主党に入党し、バイエルンにおける党代表に就任する。翌年ミュンヘンの労働者デモを煽動した罪で反逆罪を宣告された。
敗戦が濃厚になった1918年10月に刑務所から釈放されると、敗戦とドイツ革命の混乱の中でバイエルン王家打倒を叫ぶ革命を組織した。11月7日にミュンヘンで大集会を開き、翌11月8日に労働者・兵士レーテ（評議会）の会合で王制廃止を決定し、社会民主党および独立社会民主党からなるバイエルン人民国(ドイツ語: Volksstaat Bayern)、バイエルン自由人民国(Freier Volksstaat Bayern)の建国を宣言した。国王ルートヴィヒ3世はオーストリアに亡命し、無血革命は成功した。アイスナーはおよそ100日間首相兼外相の座にあったが、この内閣は制憲選挙管理内閣の性格が強く、実際の改革は選挙後に持ち越されることになった。争点となったのは議会制民主主義を採るか、より急進的で直接民主制に近いレーテ共和国制とするかだった。彼は中間派の立場であり、レーテを議会の調整・助言機関として認めるが、行政権や立法権は与えるべきではないと考えており、あくまで「国民に民主主義を定着させる移行措置」と捉えていた。「革命は民主主義そのものではない。革命は民主主義を勝ち取るためのものだ」という彼の言葉に、その考えは集約されている。

### 挫折と暗殺

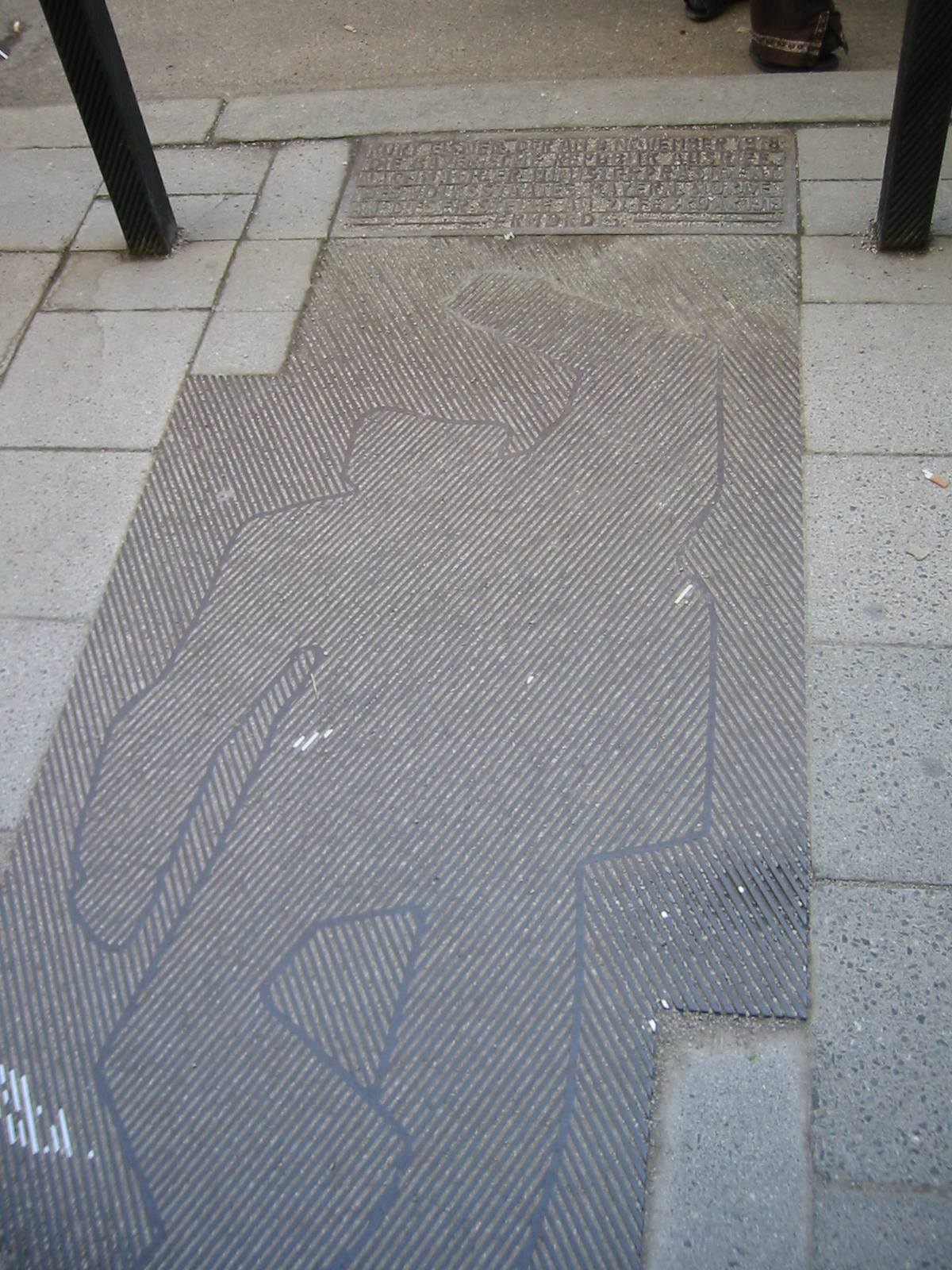
ミュンヘンのアイスナー暗殺地点にあるモニュメント

産業界や銀行、そして王党派の官吏や法曹の抵抗もあり、アイスナーの社会主義化政策は実現されなかったが、それでも一日8時間労働や婦人参政権などを実現した。アイスナーはまた、保守層の拠り所となっているカトリック教会からも反感を買い、枢機卿は「神の怒りを買う」と非難した。外交政策では分離主義的志向をもっており、オーストリアやチェコスロバキアとの地域連合を理想とし、またヴァイマル憲法の発効もまず各州の住民投票を経てからにするべきだと主張した。しかしいずれも政府内の反対で実現しなかった。また連合国に独自の使節を送ったためドイツ国暫定首相フリードリヒ・エーベルトと対立し、また民族主義者らに「裏切り者」と非難され敵視されるようになる。
一方でアイスナーは左翼からも批判された。1919年1月、ドイツ共産党は失業者4,000人を動員してミュンヘンの社会省を占拠しようとしたが、警察に阻止され死者3人負傷8人を出して失敗した。アイスナーは共産党指導者らを逮捕させたが、デモ隊の圧力で釈放せざるをえなかった。共産党や無政府主義者は選挙のボイコットを呼びかけた。右翼から革命指導者とみられていたアイスナーは、共産主義者からみれば日和見主義者に過ぎなかった。左右の板ばさみになったアイスナーの意思や能力を疑う声が広まり、1919年1月12日に行われた選挙で、アイスナーを「ユダヤ人のボリシェビキ」と個人攻撃したバイエルン人民党が得票率35%で第一党、33%を得た社会民主党が第二党となった。アイスナーの独立社会民主党はわずか2.5%という惨敗に終わり、アイスナーは辞任を余儀なくされた。
2月21日、議会での辞任表明に向かう途上のアイスナーは、トゥーレ協会に属する学生と右翼将校アントン・グラーフ・フォン・アルコ・アオフ・ファーライの襲撃を受け、頭と背中に銃弾2発を受け即死した。護衛の警官に撃たれ瀕死の重傷を負いながらも生存した犯人のアルコ＝ファーライは、襲撃の理由を「アイスナーが連合国に秘密裏に通じていた」ためと供述している。直後に革命派の青年が復讐と称して右派の議員や社会民主党代表を襲撃し、議会はパニックに陥り政局は大混乱に陥った。穏健派のアイスナーの死によりミュンヘン革命は先鋭化し、極左勢力によるレーテ共和国樹立、そしてその反動である右派義勇軍による復讐へと発展していくことになる。